# Жистин Дифур Лапоен
Жистин Дифур Лапоен (Монтреал 25. март 1994) је канадска репрезентивка у слободном скијању у дисциплини могули и паралелни могули.
У сезони 2010/11. освојила је етапу Светског купа са шеснаест година и постала најмлађи освајач икад.
На Светском првенству 2013. дошла је до бронзе. Олимпијска победница постала је у Сочију 2014. са деветнаест година и постала најмлађа олимпијска победница икад у слободном скијању. На подијуму је стајала са својом сестром Клои. Ово је био први пут да су се две сестре из Канаде нашле заједно на подијуму, а четврти у историји олимпијских игара. Има још једну сестру Максим која се такође такмичи у могулима.
На Светском првенству 2015. освојила је злато у могулима и сребро у паралелним могулима. 2017. је дошла до бронзе у могулима. На Олимпијским играма у Пјонгчангу 2018. освојила је сребро.